# Hôtel de la Caisse d'épargne de Firminy
L'hôtel de la Caisse d'épargne est un bâtiment du début du XXe siècle situé à Firminy, en France. Il a autrefois accueilli un établissement bancaire, pour lequel il a été construit.

## Situation et accès
L'édifice est situé au no 22 de la rue Jean-Jaurès et au no 1 de la boulevard Fayol, au nord du centre-ville de Firminy, et plus largement au sud du département de la Loire.

## Histoire

### Fondation
L'édifice est élevé selon les plans de Jean Joseph Bernard. L'entrepreneur des travaux est Pétrus Ayel, de Lyon.

### Accident durant la construction
Le 26 novembre 1902, dans l'après-midi, un accident intervient sur le chantier : un problème avec la comperche droite (perche supportant le plancher) renverse l'échafaudage s'élevant à plus de 10 mètres et les trois ouvriers sculpteurs qui se trouvent alors dessus sont violemment projetés au sol sur un tas de matériaux. Relevés, transportés chez un pharmacien qui leur donne les premiers soins, un médecin vient appliquer des pansements sur les blessures avant qu'ils ne soient transportés à l'hôpital Bellevue où ils sont admis d'urgence. Ces trois victimes sont : Louis Verrier (29 ans), qui a les jambes brisées et de multiples contusions y compris à la tête ; Dominique Ayel (29 ans) — neveu de l'entrepreneur —, qui a un bras fracturé, une contusion à la tête et une blessure grave à la jambe ; Paul Chasson (49 ans), qui a des contusions internes et des plaies graves aux pieds et aux mains,.

### Inauguration
La cérémonie d'inauguration a lieu le matin du 26 juillet 1903. Un train spécial amènent les membres du conseil d'administration de la Caisse d'épargne de Saint-Étienne, ainsi que d'autres notabilités — le maire de Saint-Étienne, Jules Ledin ; le maire de La Ricamarie, Antoine Moulin — jusqu'à la gare de Firminy où ils sont reçus par les autorités. Le cortège peine à avancer en présence de la grande affluence, mais réussit à atteindre l'hôtel dans une salle duquel les invités sont accueillis par le maire de Firminy, Marcellin Souhet. Plusieurs discours s'y succèdent : celui de Thinque, secrétaire du conseil central des directeurs de la Caisse d'épargne de Saint-Étienne, puis celui de Jules Ledin. Ce dernier distribue divers carnets aux élèves des écoles communales. À 12 h, un banquet a lieu dans la salle des fêtes de l'hôtel de ville au cours duquel plusieurs toasts sont portés.